# تارسیانه
تارسیانه (پرتغالی: Tarciane؛ زادهٔ ۲۷ مهٔ ۲۰۰۳) بازیکن فوتبال زن اهل برزیل است.
وی همچنین در تیم ملی فوتبال زنان برزیل بازی کرده است.